# Религиозна гледишта нацизма
Историчари, политиколози и филозофи проучавали су нацизам са посебним усредсређењем на његове религиозне и псеудо-религиозне аспекте. Расправљало се о томе да ли нацизам представља политичку религију, а такође је било истраживања о миленијаристичким, месијанским и окултним или езотеричним гледиштима нацизма.

## Нацизам као политичка религија
Међу писцима који су пре 1980. алудирали на религиозна гледишта нацизма су Аурел Колнаи, Ремон Арон, Алберт Ками, Романо Гвардини, Дени де Ружмон, Ерик Фегелин, Џорџ Мос, Клаус Вондунг и Фридрих Хир. Фегелиново дело о политичкој религији први пут је објављено на немачком језику 1938. године. Емилио Ђентиле и Роџер Грифин, између осталих, ослањали су се на његов концепт. Поменути француски аутор и филозоф Албер Ками је дао неке напомене о нацизму као религији и посебно о Адолфу Хитлеру у књизи L'Homme révolté.
Изван чисто академског дискурса, јавни интерес се углавном односи на однос између нацизма и окултизма, те између нацизма и хришћанства. Интерес за прву везу очигледан је из модерне популарне теорије нацистичког окултизма. Упорну идеју да су нацисти руководили окултним агенцијама историчари су одбацили као модерну криптоисторију. Интерес за другу везу очигледан је из расправе о религиозним ставовима Адолфа Хитлера - конкретно, да ли је био хришћанин или не.

### Нацизам и окултно
Много је дела која спекулишу о нацизму и окултизму, а најистакнутија су Јутро мађионичара (1960) и Копље судбине (1972). Из перспективе академске историје, међутим, већина ових дела је „криптоисторија“.  Значајни изузеци су Der Mann, der Hitler die Ideen gab (Човек који је Хитлеру дао идеје) Вилфрида Дејма (1957), Уранијина деца Елика Хоува (1967) и The Occult Establishment Џејмса Веба (1976). Осим ових дела, историчари нису разматрали питање све до 1980-их. Због популарне литературе о тој теми, „нацистичка „црна магија“ сматрана је темом за сензационалне ауторе у потрази за великом продајом“. Осамдесетих година два доктора наука су написали тезе на ову тему. Николас Гудрик-Кларк је објавио књигу Окултни корени нацизма (1985) на основу своје тезе, а теза немачког библиотекара и историчара Улриха Хунгера о рунама у нацистичкој Немачкој (Die Runenkunde im Dritten Reich) објављена је у серији Europäische Hochschulschriften (такође 1985).
Гудрик-Кларкова књига Окултни корени … не сматра се само „без изузетка“ пионирским радом о ариозофији, већ и „дефинитивном књигом“ на ту тему. Израз „ариозофија“ односи се на езотерични покрет у Немачкој и Аустрији од 1900-их до 1930-их. Очигледно потпада под Гудрик-Кларкову дефиницију окултизма, јер се очигледно ослањао на западну езотеричну традицију. Идеолошки је био изузетно сличан нацизму. Према Гудрик-Кларку, ариософи су уткали окултне идеје у völkisch идеологију која је тада постојала у Немачкој и Аустрији. Ариозофија је делила расну свест о völkisch идеологији, али се такође ослањала на појам коренских раса, постулирајући локације попут Атлантиде, Туле и Хипербореје као изворну домовину аријевске расе (и њене „најчистије“ гране, Тевтонаца или германских народа). Ариозофски списи описивали су славну древну германску прошлост, у којој је елитистичко свештенство „изложило окултно-расистичке доктрине и владало надређеним и расно чистим друштвом“. Пропаст овог замишљеног Златног доба објашњена је као резултат укрштања између главне расе и untermenschen (ниже расе). „Апсорбне идеје и чудни култови [ариозофије] антиципирали су политичке доктрине и институције Трећег рајха“, пише Гудрик-Кларк у уводу своје књиге, мотивишући фразу „окултни корени нацизма“; директни утицаји су, међутим, ретки. Изузев Карла Марија Вилигута, Гудрик-Кларк није пронашао доказе да су истакнути ариозофи директно утицали на нацизам.
Гудрик-Кларк посматра "нацистички крсташки рат [као] … у основи религиозан". Његова следећа књига Црно сунце: аријски култови, езотерични нацизам и политика идентитета испитивала је „ариозофске“ идеје и „нео-völkisch покрете“ након 1945.

### Нацизам и хришћанство
Након што се нацистичка Немачка предала у Другом светском рату, америчка Канцеларија за стратешке услуге објавила је извештај о нацистичком мастер плану прогона хришћанских цркава. Историчари и теолози се уопштено слажу око нацистичке политике према религији, да је циљ био изричито уклонити јеврејски садржај из Библије (тј. Стари завет, Јеванђеље по Матеју и Павлове посланице), и преображење хришћанске вере у нову религију, потпуно очишћену од било ког јеврејског елемента и помирење са нацизмом, völkisch идеологијом и Führerprinzip-ом. Та религија би била названа „Позитивно хришћанство“. Консензус међу историчарима је да нацизам у целини није био повезан са хришћанством или му се активно супротстављао.
Алфред Розенберг је имао утицаја на развој позитивног хришћанства. У књизи Мит о двадесетом веку написао је да је:
- Свети Павле је био одговоран за уништавање расних вредности из грчке и римске културе;
- догма о паклу која је напредовала у средњем веку уништила слободни нордијски дух;
- првородни грех и Божија милост су оријенталне идеје које кваре чистоћу и снагу нордијске крви;
- Стари завет и јеврејска раса нису изузетни и треба се вратити баснама и легендама нордијских народа;
- Исус није био Јеврејин, већ је имао нордијску крв својих предака Аморита.

Програм Нацистичке странке из 1920. године обухватио је изјаву о религији као тачку 24. У овој изјави нацистичка странка захтева слободу вероисповести (за све верске конфесије које се не противе обичајима и моралним осећањима германске расе); пасус проглашава одобравање странке за Позитивно хришћанство. Историчари су ову изјаву описали као „тактичку меру, „паметно“ остављену недефинисану како би се прилагодила широком спектру значења“, и „двосмислену фразеологију“. Међутим, Ричард Стајгман-Гол у књизи Свети Рајх сматра да нам, помнијим испитивањем, „Тачка 24 лако пружа три кључне идеје у којима су нацисти тврдили да је њихов покрет хришћански“: антисемитизам покрета, његова социјална етика под фразом Gemeinnutz vor Eigennutz (отприлике: „јавна потреба пре приватне похлепе“) и њен покушај да се премости конфесионална подела између католичанства и протестантизма у Немачкој.
Ово је тема неких контроверзи. Конвеј сматра да је Свети Рајх открио нови темељ у испитивању односа између нацизма и хришћанства, упркос његовом ставу да су „нацизам и хришћанство били неусаглашени“. Конвеј тврди да је Стајгман-Гол „несумњиво у праву када истиче колико је нацизам дуговао немачким хришћанским“ концептима и његов закључак сматра само „прекораченим“.
Вирулентни антисемитизам Мартина Лутера идентификован је као инспирација за нацизам. Међутим, према теологу Јоханесу Валману, Лутерови ставови нису имали стални утицај у Немачкој, а Ханс Ј. Хилербранд је тврдио да је усредсређивање Лутеровог утицаја на антисемитизам нацизма игнорисало друге факторе немачке историје.
Нацистима су помагали теолози, попут др. Ернста Бергмана. Бергман је у свом раду Die 25 Thesen der Deutschreligion (Двадесет пет тачака немачке религије) изложио теорију да су Стари завет и делови Новог завета Библије били нетачни. Предложио је да је Исус аријевског порекла, а Адолф Хитлер нови месија.

## Религиозна веровања водећих нациста
Унутар великог покрета попут нацизма, можда неће бити посебно шокантно откриће да би појединци могли да прихвате различите идеолошке системе који би изгледали поларно супротни. Религијска уверења чак и водећих нациста снажно су се разилазила.
Тешкоћа за историчаре лежи у задатку да оцене не само јавне, већ и приватне изјаве нацистичких политичара. Стајгман-Гол, који је то намеравао да уради у својој студији, указује на људе као што је Ерих Кох (који није био само гаулејтер Источне Пруске и рајхскомесар за Украјину, већ и изабрани praeses (председник) источнопруског провинцијског синода Евангеличке цркве старо-пруске уније)  и Бернгарда Руста као примере нацистичких политичара који су се приватно такође изјашњавали као хришћани.

### Адолф Хитлер
Религијска уверења Адолфа Хитлера била су предмет расправе; широки консензус историчара сматра да је био нерелигиозан, антихришћански, антиклерикални и сцијентистички. У светлу доказа као што су његова жестока критика и гласно одбацивање начела хришћанства, бројне приватне изјаве поверљивим особама које хришћанство осуђују као штетно сујеверје и његових напора да смањи утицај и независност хришћанства у Немачкој након његовог доласка на власт Хитлерови главни академски биографи закључују да је био нерелигиозан и противник хришћанства. Историчар Лоренс Рис није пронашао доказе да је „Хитлер у свом личном животу икада изразио веру у основна начела хришћанске цркве“. Ернст Ганфштенгл, пријатељ из раних дана бављења политиком, каже да је Хитлер "до момента кад сам га упознао" био атеиста у свим намерама и сврхама. Међутим, историчари као што су Ричард Вејкарт и Ален Булок сумњају у оцену да је био истински атеиста, сугеришући да се и поред тога што није волео хришћанство и даље држао неког облика духовног веровања.
Хитлер је рођен од мајке посвећене католкиње и крштен је у Римокатоличкој цркви. Од малих ногу изражавао је неверовање и непријатељство према хришћанству. Али 1904. године, пристајући на мајчину жељу, миропомазан је у римокатоличкој катедрали у Линцу у Аустрији, где је породица живела. Према Џону Виларду Толанду, сведоци указују да је кум на Хитлеровом миропомазању морао да "извуче речи из њега … готово као да му је цело миропомазање одвратно". Рисман примећује да, према речима неколико сведока који су живели са Хитлером у мушком дому у Бечу, Хитлер никада више није присуствовао миси нити је примио сакраменте по одласку од куће. Неколико очевидаца који су живели с Хитлером док је био у позној тинејџерској доби и раним до средњим двадесетим годинама у Бечу, изјавили су да никада није похађао цркву након што је напустио кућу у 18. години.
У раним политичким изјавама Хитлера, он је покушао да се немачкој јавности представи као хришћанин. У својој књизи Mein Kampf (Моја борба) и у јавним говорима пре и у раним годинама своје владавине, себе је описао као хришћанина. Хитлер и нацистичка странка промовисали су „Позитивно хришћанство“, покрет који је одбацио већину традиционалних хришћанских доктрина попут Исусовог божанства, као и јеврејске елементе попут Старог завета. У једној широко цитираној примедби, описао је Исуса као „аријевског борца“ који се борио против „моћи и претензија покварених фарисеја“ и јеврејског материјализма.
Иако мала мањина историчара прихвата ове јавно изнете ставове као истински израз његове духовности, велика већина верује да је Хитлер био скептичан према религији и антихришћанин, али је препознао да би могао бити изабран и сачувати своју политичку моћ само ако се претвара да је посвећен и верује у хришћанство, у шта је веровала огромна већина Немаца. Хитлер је приватно више пута омаловажавао хришћанство и поверљивим особама рекао да његово оклевање да јавно врши нападе на цркву није ствар принципа, већ прагматичан политички потез. У својим приватним дневницима, Гебелс је априла 1941. написао да, иако је Хитлер био „жестоки противник“ Ватикана и хришћанства, „забрањује ми да напустим цркву. Из тактичких разлога“. Хитлерове примедбе поверљивим особама, како су описане у Гебелсовим дневницима, мемоарима Алберта Шпера и транскриптима Хитлерових приватних разговора које је забележио Мартин Борман у Хитлеровим разговорима за столом, даљи су доказ његових нерелигиозних и антихришћанских уверења; ови извори бележе бројне приватне напомене у којима Хитлер исмева хришћанску доктрину као апсурдну, супротну научном напретку и друштвено деструктивну.
Једном када су дошли на функцију, Хитлер и његов режим настојали су да смање утицај хришћанства на друштво. Од средине 1930-их, његовом владом све су више доминирали милитантни антицрквени заговорници попут Гебелса, Бормана, Химлера, Розенберга и Хајдриха које је Хитлер именовао на кључне положаје. Овим антицрквеним радикалима је генерално било дозвољено или су подстакнути да изврше нацистичке прогоне цркава. Режим је започео напоре на координацији немачких протестаната под јединственом протестантском Рајх црквом (али томе се опирала Исповедна црква), и рано је кренуо да елиминише политички католичанство. Хитлер је пристао на конкордат Рајха са Ватиканом, али га је затим рутински игнорисао и дозволио прогоне Католичке цркве. Мање верске мањине суочене су са оштријом репресијом, јер су Јевреји Немачке протерани на истребљење на основу нацистичке расне идеологије. Јеховини сведоци су немилосрдно прогоњени због одбијања војне обавезе и верности Хитлеровом покрету. Хитлер је рекао да предвиђа надолазећи колапс хришћанства након научног напретка и да нацизам и религија не могу дуго коегзистирати. Иако је био спреман да одложи сукобе из политичких разлога, историчари закључују да је на крају намеравао уништење хришћанства у Немачкој, или бар његово искривљивање или потчињавање нацистичким погледима.

### Рудолф Хес
Према Гудрик-Кларку, Рудолф Хес је био члан Друштва Туле пре него што је постигао истакнуто место у нацистичкој странци. Као службеног заменика Адолфа Хитлера, Хеса је такође привукла и на њега је утицала биодинамичка пољопривреда Рудолфа Штајнера и антропозофија. Након лета за Шкотску, Рајнхард Хајдрих, шеф безбедносне полиције, забранио је организације ложа и езотеричне групе 9. јуна 1941.

## Друштво Туле и порекло Нацистичке партије
Друштво Туле, које је издалека повезано са пореклом нацистичке странке, било је једна од ариозофских група касних 1910-их. Thule Gesellschaft је у почетку било име минхенског огранка Germanenorden Walvater Светог гала, организације са седиштем у ложи коју је основао Рудолф вон Зеботендорф 1917. године. За овај задатак добио је стотинак адреса потенцијалних чланова у Баварској од Хермана Пола, а од 1918. подржао га је и Валтер Наухаус. Према извештају Зеботендорфа, баварска покрајина Germanenorden Walvater-а имала је 200 чланова у пролеће 1918, који су порасли на 1500 у јесен 1918, од њих 250 у Минхену. Пет соба, у којима може да се смести 300 људи, изнајмљено је из модерног хотела Vierjahreszeiten („Четири годишња доба“) у Минхену и украшено амблемом Туле који приказује бодеж постављен на свастику. Будући да су церемонијалне активности ложе пратили отворено десничарски састанци, назив Thule Gesellschaft усвојен је како би изазвао мање пажње социјалиста и прорепубликанаца.

### Аријевска раса и изгубљене земље
Друштво Туле преузело је име од Туле (легендарно острво), наводно изгубљене земље. Зеботендорф је идентификовао Ultima Thule као Исланд. У арманизму Гвида фон Листа, на који се Себотендорф изричито позивао, веровало се да је аријевска раса настала са апокрифно изгубљеног континента Атлантиде и склонила се у Туле / Исланд након што је Атлантида била потопљена под море. Хипербореју је поменуо и Гвидо фон Лист, са директним референцама на теозофског аутора Виљема Скот-Елиота.
У Миту о двадесетом веку, најзначајнијој нацистичкој књизи после Мајн Кампфа, Алфред Розенберг је Атлантиду називао изгубљеном земљом или бар аријевским културним центром. Будући да је Розенберг присуствовао састанцима Друштва Туле, могао је бити упознат са окултним спекулацијама о изгубљеним земљама; међутим, према Лутзхофту (1971), Росенберг се ослањао на дело Хермана Вирта. Приписивање Urheimat (прадомовине) нордијске расе потопљеној земљи било је веома привлачно у то време.

### Стварање ДАП и НСДАП
У јесен 1918. Зеботендорф је покушао проширити привлачност националистичке идеологије друштва Туле на људе из радничке класе. Минхенском спортском новинару Карлу Хареру поверио је формирање радничког клуба, названог Deutscher Arbeiterverein („Немачки раднички клуб“) или Politischer Arbeiterzirkel  („Прстен политичких радника“). Најактивнији члан овог клуба био је Антон Дрекслер. Дрекслер је позвао на оснивање политичке странке и 5. јануара 1919. године Deutsche Arbeiterpartei (ДАП, Немачка радничка странка) је формално основана. Када се Адолф Хитлер први пут сусрео са ДАП 12. септембра 1919, Зеботендорф је већ напустио Друштво Туле (у јуну 1919). Крајем фебруара 1920. Хитлер је трансформисао Deutsche Arbeiterpartei у Nationalsozialistische Deutsche Arbeiterpartei (НСДАП или Националсоцијалистичка немачка радничка партија). Очигледно су се састанци друштва Туле наставили до 1923. године. Неки Јоханес Херинг водио је дневник тих састанака; помиње присуство осталих нацистичких вођа између 1920. и 1923. године, али не и Хитлера.

Чињеница је да се порекло нацистичке странке може пратити из организације ложе друштва Туле. Међутим, постојале су само две тачке у којима је НСДАП наследник друштва Туле. Једна је употреба свастике. Фридрих Крон, који је био одговоран за шему боја нацистичке заставе, био је члан друштва Туле, а такође и Germanenorden од 1913. Гудрик-Кларк закључује да се порекло нацистичког симбола може пратити кроз амблеме Друштва Туле и Германенорден и на крају Гвидо фон Листа, али није очигледно да се идеологија Туле филтрирала кроз ДАП у НСДАП. Гудрик-Кларк имплицира да ариозофске идеје нису имале последица: „линија ДАП била је претежно линија екстремног политичког и социјалног национализма, а не заснована на аријевско-расистичко-окултном обрасцу Германенорден-а [и Друштва Туле]“. Годвин резимира разлике у погледима које су одвојиле Друштво Туле од правца којим су се бавили нацисти:
„Хитлер … је имао мало времена за цео посао Туле-а, једном када га је одвео тамо где је требало да буде … могао је увидети политичку безвредност паганства [тј. оно што би Гудрик-Кларк описао као расистичко-окултни комплекс ариозофије] у хришћанској Немачкој. Ни Фирерови планови за његов Хиљадугодишњи рајх нису имали места за вртоглаву љубав индивидуалне слободе којом су Тулејци романтично обдарили своје нордијске претке."
Друга тачка у којој је НСДАП наставио активности друштва Туле је објављивање новина Фелкишер беобахтер. Првобитно је Беобахтер („Посматрач“) био недељни лист источног предграђа Минхена, а излазио је од 1868. године. После смрти свог последњег издавача у јуну 1918, лист је престао да излази, све док га Зеботендорф није купио месец дана касније. Преименовао га је у Münchener Beobachter und Sportsblatt („Минхенски посматрач и спортски лист“) и за њега написао „рововске антисемитске“ уводнике. Након што је Зеботендорф напустио Минхен, лист је претворен у друштво са ограниченом одговорношћу. До децембра 1920. све његове акције биле су у рукама Антона Дрекслера, који је власништво над листом пренео на Хитлера у новембру 1921.
Његова повезаност са нацизмом учинила је друштво Туле популарном темом модерне криптоисторије. Између осталог, наговештава се да су Карл Хаусхофер и Г. И. Гурџијев били повезани са Друштвом, али ова теорија је потпуно неодржива.

### Последице
У јануару 1933. Зеботендорф је објавио Bevor Hitler kam: Urkundlich aus der Frühzeit der Nationalsozialistischen Bewegung  („Пре него што је Хитлер дошао: документи из раних дана националсоцијалистичког покрета“). Нацистичке власти разумљиво нису волеле књигу која је забрањена следеће године. Зеботендорф је ухапшен, али је успео да побегне у Турску.

## Хајнрих Химлер и СС
Ретроспективно заслужан као оснивач „езотеричног хитлеризма“, и свакако личност од велике важности за званично санкционисана истраживања и праксу мистике нацистичке елите, био је Рајхсфирер СС Хајнрих Химлер који је, више од било ког другог високог званичника у Трећем рајху (укључујући Хитлера) био фасциниран панаријским (тј. ширим од германског) расизмом. Химлерову способност рационалног планирања пратио је „ентузијазам за утопијско, романтично, па чак и окултно“.
Такође се чини да је Химлер био заинтересован за астрологију. Консултовао је астролога Вилхелма Вулфа у последњим недељама Другог светског рата. (Један детаљан, али тежак извор за ово је књига коју је написао сам Вулф, Tierkreis und Hakenkreuz (Зодијак и свастика), објављена у Немачкој 1968. године. Да је Валтер Шеленберг открио астролога званог Вулф помиње се у књизи Хју Тревор-Ропера The Last Days of Hitler).
У Брамвеловој оцени: „Превише се може рећи о значају бизарног културизма у Химмлеровим активностима … али он је постојао и био је један од разлога поделе раздвајања Химлера и Дареа који се догодио крајем 1930-их“. Иако Химлер није имао контакт са Друштвом Туле, поседовао је више окултних тенденција него било који други нацистички вођа. Немачки новинар и историчар Хајнц Хоне, ауторитет за СС, изричито описује Химлерове ставове о реинкарнацији као окултизам.
Историјски пример који је Химлер у пракси користио као модел СС-а било је Дружбе Исусове, будући да је Химлер у језуитима пронашао оно што је сматрао кључним елементом било ког поретка, доктрине послушности и култа организације. Докази за то углавном почивају на изјави Валтера Шеленберга у његовим мемоарима (Келн, 1956, стр. 39), али се такође каже да је Хитлер Химлера назвао „мојим Игнасијем Лојолским“. Као реду, СС-у је била потребна кохерентна доктрина која ће је издвојити. Химлер је покушао да конструише такву идеологију и у ту сврху је из историје извео „псеудогерманску традицију“. Међутим, овај покушај није био у потпуности успешан. Хоне примећује да су „Химлерови новопагански обичаји остали првенствено вежба на папиру“.
У меморандуму из 1936. године, Химлер је изнео листу одобрених празника заснованих на паганским и политичким преседанима и требало је да одвикне чланове СС од ослањања на хришћанске свечаности. Зимска краткодневица, или Јулетиде, био је врхунац године. Окупио би СС-овце за трпезаријским столовима обасјаним свећама и око дивљих ломача који су подсећале на немачке племенске обреде.
Лампа Julleuchter (светло Јуле) направљена је као поклон СС-овцима за прославу зимске краткодневице. Касније је дата свим припадницима СС-а истом приликом, 21. децембра. Направљена од неглазираног каменог посуђа, Julleuchter је била украшена раним паганским германским симболима. Химлер је рекао, „Желео бих да свака породица ожењеног СС-овца буде у поседу Julleuchter. Чак ће и супруга, када напусти црквене митове, пронаћи нешто друго што њено срце и ум могу пригрлити“.
Само би присташе теорија нацистичког окултизма или неколицина бивших припадника СС-а који су након рата били учесници Ландиг групе, окултистичке и нео-völkisch групе основане 1950. године у Бечу, тврдили да ће култне активности у СС-у створити њихову сопствену мистичну религију. У време своје смрти 1986. године, Рудолф Ј. Мунд радио је на књизи о германској „оригиналној религијској култури“, међутим, оно што је било учење у СС-у није детаљно познато.

### Нацистичка археологија
Химлер је 1935. године заједно са Дареом основао Аненербе. У почетку независан, постао је огранак наслеђа предака СС-а. На челу са др Херманом Виртом, био је посвећен првенствено археолошким истраживањима, али је такође био укључен у доказивање супериорности „аријске расе“ и у окултним праксама.
Много времена и ресурса потрошено је на истраживање или стварање популарно прихваћене „историјске“, „културне“ и „научне“ позадине, тако да би идеје о „супериорној“ аријевској раси могле бити јавно прихваћене. На пример, организована је експедиција на Тибет у потрази за пореклом „аријевске расе“. У том циљу, вођа експедиције Ернст Шефер дао је свом антропологу Бруну Бегеру да направи маске за лице и мерења лобање и носа. Још једна експедиција послата је на Анде.
Брамвел, међутим, коментарише да је Химлер "требало да пошаље групу СС-оваца на Тибет у потрагу за Шангри-Ла, експедицију за коју је вероватније да је имала директну шпијунажу као сврху".

### Црни корпус(Das Schwarze Korps)
Званични лист СС-а био је Das Schwarze Korps („Црни корпус“), који се објављивао недељно од 1935. до 1945. У првом броју, новине су објавиле чланак о пореклу нордијске расе, претпостављајући локацију близу Северног пола сличну теорији Хермана Вирта (али не помињући Атлантиду).
Такође 1935. године, часопис СС-а је наручио професору германске историје Хејнару Шилингу да припреми серију чланака о древном германском животу. Као резултат тога, књигу која садржи ове чланке и насловљену Germanisches Leben објавили су Koehler & Amelung из Лајпцига уз одобрење СС-а и владе Рајха 1937. године. Три поглавља су се бавила религијом немачког народа током три периода: обожавање природе и култ предака, сунчева религија касног бронзаног доба и култ богова.
Према Хејнару Шилингу, германски народи касног бронзаног доба прихватили су точак са четири крака као симбол сунца “и овај симбол је развијен у модерну свастику нашег сопственог друштва [тј. нацистичке Немачке] која представља сунце." Под знаком свастике „доносиоци светлости нордијске расе прегазили су земље тамних инфериорних раса и није случајно пронађен најмоћнији израз нордијског света у знаку свастике“. Професор Шилинг је представио врло мало од древних обреда, али била је запањујућа чињеница „да се у многим немачким земљама данас на Sonnenwendtage (дани солстиција) запаљени сунчани точкови котрљају са планинских врхова доле у долине и готово свуда тих дана гори Sonnenwendfeuer (пожари солстиција)“. Закључио је рекавши да је „Сунце најузвишеније за децу Земље“.

### Култне активности у оквиру СС-а

#### СС замак Вевелсбург
За Химлера се тврди да се сматрао духовним наследником или чак реинкарнацијом немачког краља Хенрика Птичара, успостављајући посебне СС ритуале за старог краља и враћајући његове кости у крипту катедрале у Кведлинбургу. Химлер је чак дао уредити своје личне одаје у дворцу Вевелсбург у знак сећања на Хенрика Птичара. Начин на који је СС преуредио замак односио се на одређене ликове у миту о Гралу.
Химмлер је посетио Вевелсбург 3. новембра 1933. и априла 1934; СС су је званично узели у посед августа 1934. године. Окултиста Карл Марија Вилигут (у СС познат под псеудонимом „Weisthor“) пратио је Химлера током његових посета замку. У почетку је Вевелсбург требао бити музеј и официрски колеџ за идеолошко образовање у оквиру СС-а, али је потом стављен под директну контролу канцеларије Рајхсфирера СС-а (Химмлер) у фебруару 1935. године. Подстицај за промену замисли је највероватније дошао од Вилигута.

#### СС официри у Аргентини
Постоје неки извештаји о СС официрима који су славили солстиције, очигледно покушавајући да поново створе пагански ритуал. У својој књизи El Cuarto Lado del Triangulo (1995), професор Роналд Њутон описује неколико прилика када се Sonnenwendfeier догодио у Аргентини. Када је СС-Штурмбанфирер барон вон Терман (Едмунд Фреихер фон Терман), нови шеф немачке делегације, стигао у децембру 1933, једно од његових првих јавних ангажмана било је присуствовање НСДАП Sonnenwendfeier, „новопаганском фестивалу са бакљама у којем су аргентински нацисти дочекали зимски и летњи солстициј“ у кући Висенте Лопеза у предграђу Буенос Ајреса. У догађају 2. децембра 1937. године, 500 младих људи, углавном Хитлерове омладине и Хитлерових девојака, одведено је у природни амфитеатар који доминира морем у месту Комодоро Ривадавија на југу земље. Запалили су сјајне дрвене ступове, а у светлости треперавог пламена разни беседници НСДАП-а предавали су деци о пореклу церемоније и певали хвалоспеве (нацистима) палим за слободу. У марту 1939. ученици Немачке школе у Розарију су били слављеници на острву у реци Парана насупрот града: заставе Хитлерове омладине, трубе, рустични олтар равно из германске митологије, млади вође устоличени свечано у пратњи хорског певања … креолски сведоци су вртели главом у неверици … У Чаку на северу Аргентине први велики догађај који су нацисти промовисали био је Sonnenwendfeier у Чарати 21. децембра 1935. године. Значајни ватрени дискурси смењивали су се са хорским приказима. Такве активности настављене су у Аргентини и након рата. Уки Гоњи у својој књизи The Real Odessa (2003) описује како је Жак де Мају, тражени СС ратни злочинац, био „редовни говорник на прославама паганског сунчевог солстиција које су одржавали избегли нацисти у послератној Аргентини “.

### Окултисти који су радили за СС

#### Карл Марија Вилигут
Од свих припадника СС-а, Карл Марија Вилигут могао би се најбоље описати као нацистички окултиста. Његова (прва?) биографија, коју је написао Рудолф Ј. Мунд, насловљена је: Химлеров Распућин (немачки: Der Rasputin Himmlers). Након пензионисања из аустријске војске, Вилигут је био активан у 'ариозофском' миљеу. Ариозофија је у то време била само једна од нити езотеризма у Немачкој и Аустрији. Када је био невољно послат у ментални азил у Салзбургу између новембра 1924. и почетка 1927. године, добио је подршку од неколико других окултиста. Вилигут је очигледно наклоњен нацистичкој револуцији из јануара 1933. године. Када га је са Химлером упознао стари пријатељ који је постао официр СС-а, добио је прилику да се придружи СС-у под псеудонимом „Weisthor“. Постављен је за шефа Одељења за преисторију и рану историју у оквиру Главне канцеларије за расе и насељавање (Rasse- и Siedlungshauptamt, RuSHA) СС-а. Његова канцеларија би се могла (много више од Аненербеа) описати као окултно одељење СС-а: чини се да се Вилигутова главна дужност „састојала у предавању примера његових предачких сећања на папир“. Вилигутов рад за СС такође је обухватио дизајн Totenkopfring-а (прстена са мртвачком главом) који су носили припадници СС-а. Претпоставља се да је чак дизајнирао столицу за Химлера; бар се ова столица и њени покривачи продају на Интернету.

#### Ото Ран
Ото Ран је написао књигу Kreuzzug gegen den Gral "Крсташки рат против Грала" 1933. године. У мају 1935. придружио се Аненербеу; марта 1936. формално се придружио СС-у. „У септембру 1935. Ран је узбуђено писао Вајстору [Карлу Марији Вилигуту] о местима која је посећивао у лову на традицију грала у Немачкој, тражећи потпуно поверење у то питање, са изузетком Химлера.“ Ран је 1936. године кренуо на путовање за СС на Исланд, а 1937. године објавио је свој путописни дневник о својој потрази за гностичко-катарском традицијом широм Европе у књизи Luzifers Hofgesinde „Луциферове слуге“. Из ове књиге је дао најмање једно читање, пред „изузетно великом“ публиком. Чланак о овом предавању објављен је у часопису Westfälische Landeszeitung, који је био званични нацистички лист.
Ранова повезивање катара са Светим гралом на крају доводи до Монсегура у Француској, која је била последња преостала тврђава катара у Француској током средњег века. Према речима очевидаца, у том замку су били нацистички археолози и војни официри.

#### Грегор Шварц-Бостунич
Грегор Шварц-Бостунич је био радикалан аутор немачко-украјинског порекла. Активан агитатор против бољшевичке револуције, побегао је из родне Русије 1920. године и широко путовао по источној Европи, успостављајући контакт са бугарским теозофима и вероватно са Г. И. Гурџијевим. Као мистични антикомуниста, развио је непоколебљиво веровање у јеврејско-масонску светску заверу приказану у Протоколима сионских мудраца. Објавио је 1922. године своју прву књигу, Масонство и руска револуција, а исте године емигрирао у Немачку. Постао је ентузијастични преобраћеник у антропозофију 1923. године, али до 1929. године одбацио ју је као још једног агента завере. У међувремену, почео је да држи предавања за Ариозофско друштво и био је сарадник у првобитно теозофском (а касније и новопаганском) часопису Георга Ломера под насловом Асгард: Борбени лист за богове домовине. Такође је радио за новинску агенцију Алфреда Розенберга током 1920-их пре него што се придружио СС-у. Широко је предавао о теоријама завере и био је именован почасним професором СС-а 1942. године, али му је забрањено предавање у униформи због његових необичних ставова. Унапређен је 1944. године у СС-Штандартенфихрера на Химлерову препоруку.